# Carlos Eduardo Stuart
Carlos Eduardo Luís João Silvestre Maria Casimiro Stuart (em inglês: Charles Edward Louis John Sylvester Maria Casimir Stuart; Roma, 31 de dezembro de 1720 – 31 de janeiro de 1788), conhecido como Bonnie Prince Charlie, filho de Jaime Francisco Eduardo Stuart e de Maria Clementina Sobieska, foi um pretendente ao trono da Inglaterra e Escócia (unidos desde 1707) e Irlanda. Viveu no exílio até aos 24 anos de idade, altura em que tentou iniciar uma rebelião com o objetivo de restaurar a Casa de Stuart ao trono, em favor de seu pai, a qual seria derrotada.

## Biografia
Carlos foi juntamente com seu pai uma figura inspiradora do Jacobitismo. Carlos deu corpo como mais ninguém ao desejos de certos sectores da sociedade britânica do século XVIII em regressar ao passado despotista e tradicional, rejeitando o sistema democrático, protestante, mercantilista, pode-se mesmo já dizer capitalista, que se vinha a desenhar desde 1688. Ao lado de Charles encontravam-se sobretudo católicos (sobretudo nas Terras Altas escocesas e em algumas zonas no norte de Inglaterra, e alguns aristocratas anglicanos). Contra ele estavam a grande maioria dos britânicos, favoráveis ao progresso que se tinha produzido no solo britânico no século do Iluminismo: os protestantes, sejam eles anglicanos na Inglaterra ou presbiterianos (calvinistas) na Escócia e o partido liberal Whig, que constituía muito frequentemente o governo.
Não obstante, em 1745, com apenas 24 anos, Carlos liderou uma revolta militar a partir das Terras Altas escocesas, que ele tinha conseguido alcançar por mar com ajuda dos franceses. Era a primeira vez que pisava o solo da Escócia. Obteve o apoio de muitos dos clãs escoceses das Terras Altas, mais por uma questão de orgulho nacional (são católicos e viviam ainda num sistema quase feudal, onde os líderes dos clãs contavam com um ganho de influência política e um quinhão no lote). Carlos conseguiu derrotar as forças fieis ao regime parlamentar (maioritariamente de índole Whig, presbiteriano, com centro nas Lowlands escocesas). Suas tropas dirigiram-se depois a cidades inglesas. Charles pretendia alcançar Londres e clamar o trono para seu pai (A Escócia e Inglaterra encontravam-se unidas desde 1707, ver Tratado de União de 1707). Mas a sua sorte mudou quando os ingleses reuniram tropas suficientes (que tinham estado ocupadas a combater na Flandres até então). As tropas de Charles acabaram por ser derrotadas na batalha de Culloden. 
Charles conseguiu fugir para França e depois de volta a Itália, onde viveu os seus últimos dias, em Roma, frequentemente alcoolizado e culpando todos menos ele próprio pelo falhanço da sua expedição. Com ele morreu a esperança dos católicos do controlo do trono inglês, que teria tido como consequência o retorno ao passado despotista e a abolição dos direitos e liberdades que o Parlamento tinha conseguido instaurar desde a Guerra Civil Inglesa e a Revolução Gloriosa. Com a derrota de Charles os escoceses vão fazer uma reforma administrativa para combater o feudalismo em vigor nas Terras Altas e evitar que os líderes dos clãs possam voltar a mobilizar por coerção o povo do norte da Escócia.
A derrota do Jacobitismo significou também o triunfo do espírito do iluminismo escocês e o período pós-1745 traria à Escócia uma era de desenvolvimento cultural e económico sem precedentes.

## Reconstrução da cara
Em 2023, investigadores da Universidade de Dundee utilizaram tecnologia 3D avançada para recriar o rosto jovem de Bonnie Prince Charlie. Recorrendo a máscaras mortuárias do príncipe e a software sofisticado, os peritos produziram um modelo 3D que retrata a sua aparência aos 24 anos de idade, que coincidiu com a sua famosa campanha.
Os investigadores do Centro de Anatomia e Identificação Humana da Universidade de Dundee utilizaram cópias de duas máscaras mortuárias criadas após a morte do príncipe para preservar a sua imagem que estão guardadas no Highlife Highland’s Inverness Museum and Art Gallery, e no The Hunterian da Universidade de Glasgow. Os investigadores tiraram centenas de fotografias das máscaras e utilizaram software de fotogrametria para construir um modelo 3D. Também utilizaram software especializado para “desenvelhecer” o príncipe e eliminar os efeitos do AVC que sofreu antes da sua morte.
O resultado é um retrato realista de Bonnie Prince Charlie durante o seu período mais emblemático da história. O príncipe era conhecido como “Bonnie Prince Charlie” devido à sua aparência jovial e ao seu alegado charme.